# Скворцово (Нижньогородська область)
Скворцово (рос. Скворцово) — присілок в Варнавинському районі Нижньогородської області Російської Федерації.
Населення становить 64 особи. Входить до складу муніципального утворення Богородська сільрада.

## Історія
Від 2009 року входить до складу муніципального утворення Богородська сільрада.

## Населення
| 1999 | 2002 | 2010 |
| ---- | ---- | ---- |
| 69   | ↗71  | ↘64  |